# استراتیگوس

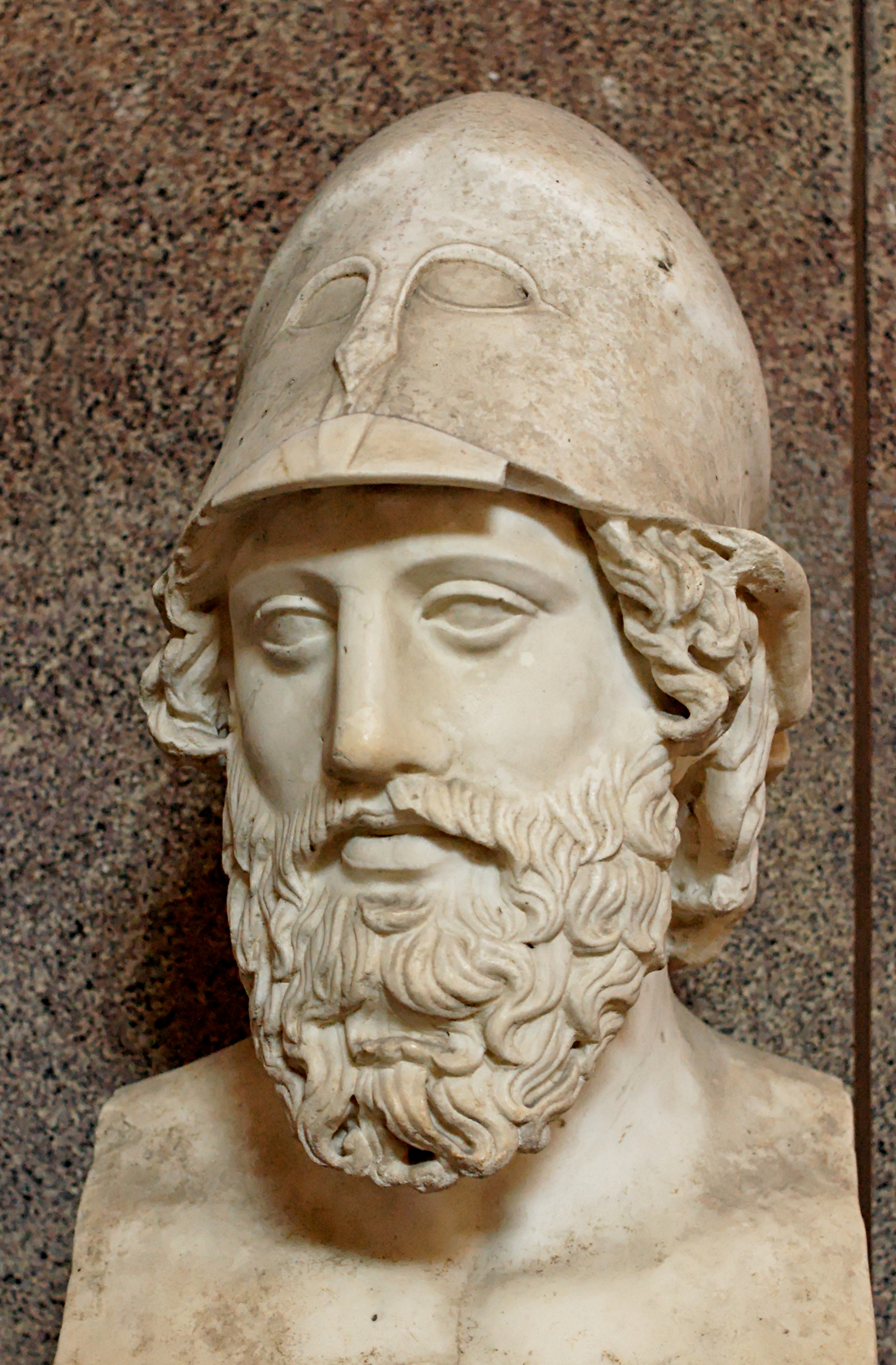
مجسمه نیم‌تنه از یک استراتیگوس که نامش ذکر نشده با کلاه قرنتس؛ کپی رومی زمان هادریانیک از یک مجسمه یونانی. ۴۰۰ قبل از میلاد

استراتیگوس (به یونانی: στρατηγός، PL στρατηγοί؛ یونانی محلی: στραταγός، stratagos؛ به معنای واقعی کلمه "رهبر ارتش")؛ و در لغت کلی یونان به معنی "نظامی" است.
همچنین این اصطلاح در عصر هلنی و امپراتوری بیزانس روم برای توصیف یک فرماندار نظامی مورد استفاده قرار گرفت. در ارتش یونان مدرن بالاترین رتبه برای افسر است.